# Trematolobelia macrostachys
Trematolobelia macrostachys là loài thực vật có hoa trong họ Hoa chuông. Loài này được (Hook. & Arn.) Zahlbr. ex Rock miêu tả khoa học đầu tiên năm 1913.